# Calcio Femminile Südtirol Vintl Damen 2010-2011
Questa voce raccoglie le informazioni riguardanti il Calcio Femminile Südtirol Vintl Damen nelle competizioni ufficiali della stagione 2010-2011.

## Organigramma societario
Area tecnica
- Allenatore: Roberto Genta (fino all'8 novembre 2010) poi Antonio Alberti (dal 9 novembre 2010)
- Allenatore in seconda: Sergio Gadda
- Preparatore dei portieri: Meo Mangialardi
- Preparatore atletico: Alessandro Gelmi

## Rosa
Rosa e ruoli, tratti dal sito Football.it
| N. |                   | Ruolo | Calciatrice           |
| -- | ----------------- | ----- | --------------------- |
|    | Italia (bandiera) | C     | Anna Barbacovi        |
|    | Italia (bandiera) | P     | Soraya Caser          |
|    | Italia (bandiera) | D     | Valeria Castagna      |
|    | Italia (bandiera) | A     | Rossella Cavallini    |
|    | Italia (bandiera) | A     | Stefania Dallagiacoma |
|    | Italia (bandiera) | D     | Denise De Luca        |
|    | Italia (bandiera) | C     | Michela Faes          |
|    | Italia (bandiera) | D     | Irene Ferrari         |
|    | Italia (bandiera) | A     | Marianna Hofer        |
|    | Italia (bandiera) | D     | Francesca Marmentini  |
|    | Italia (bandiera) | C     | Martina Menegoni      |
|    | Italia (bandiera) | C     | Kathrin Messner       |
|    | Italia (bandiera) | D     | Evi Mittermaier       |
|    | Italia (bandiera) | D     | Melanie Mumelter      |

| N. |                   | Ruolo | Calciatrice               |
| -- | ----------------- | ----- | ------------------------- |
|    | Italia (bandiera) | A     | Chiara Pasqualini         |
|    | Italia (bandiera) | C     | Giuana Prugger            |
|    | Italia (bandiera) | A     | Stefania Rigatti          |
|    | Italia (bandiera) | D     | Desiree Righi             |
|    | Italia (bandiera) | A     | Miriam Romano             |
|    | Italia (bandiera) | A     | Deborah Salvatori Rinaldi |
|    | Italia (bandiera) | P     | Katja Schroffenegger      |
|    | Italia (bandiera) | D     | Marion Steinhauser        |
|    | Italia (bandiera) | A     | Alessandra Tonelli        |
|    | Italia (bandiera) | C     | Kathrin Kikki Überegger   |
|    | Italia (bandiera) | D     | Stefanie Unteregelsbacher |
|    | Italia (bandiera) | P     | Chiara Valzolgher         |
|    | Italia (bandiera) | C     | Ruth Warger               |

## Calciomercato
| Acquisti | Acquisti                  | Acquisti         | Acquisti |
| R.       | Nome                      | da               | Modalità |
| -------- | ------------------------- | ---------------- | -------- |
| A        | Deborah Salvatori Rinaldi | Bardolino Verona |          |

| Cessioni | Cessioni       | Cessioni | Cessioni   |
| R.       | Nome           | a        | Modalità   |
| -------- | -------------- | -------- | ---------- |
| A        | Marianna Hofer |          | svincolata |

## Risultati

### Serie A

#### Girone di andata
| Arbitro: | Davide Giacinti (Ostia Lido) |

|                                   |           |  |
| Gueli 42’ Tuttino 89’ Barreca 90’ | Marcatori |  |

| Arbitro: | Nicola Andreoli (Brescia) |

|              |           |                                        |
| Cavallini 4’ | Marcatori | 26’ Capovilla 29’ Chinello 90+3’ Lotto |

| Arbitro: | Daniel Amabile (Vicenza) |

|                                                   |           |             |
| Parisi 9’ Riboldi 23’, 93’ Sorvillo 33’ Mauro 81’ | Marcatori | 40’ Tonelli |

| Arbitro: | Patrick Sanfilippo (Catania) |

|                                                      |           |                |
| Rigatti 20’, 94’ Cavallini 51’ Salvatori Rinaldi 85’ | Marcatori | 78’ Gabbiadini |

| Arbitro: | Fabrizio Lombardo (Sesto San Giovanni) |

|                 |           |               |
| Sodini 25’, 77’ | Marcatori | 79’ Cavallini |

| Arbitro: | Andrea Moraglia (Verona) |

|  |           |                                                 |
|  | Marcatori | 8’ Alborghetti 56’ Schiavi 58’, 72’ (rig.) Boni |

| Arbitro: | Emilio Amici (Ciampino) |

|  |           |               |
|  | Marcatori | 79’ Cavallini |

| Arbitro: | Alessandro Rognoni (Arco-Riva) |

|  |           |                                |
|  | Marcatori | 43’ Panico 91’ Parejo 94’ Tona |

| Arbitro: | Simone Sabbatini (Forlì) |

|                        |           |                  |
| Casile 18’ Capelli 65’ | Marcatori | 66’ Dallagiacoma |

| Arbitro: | Alessandro Capovilla (Verona) |

|                  |           |                                     |
| Dallagiacoma 20’ | Marcatori | 53’ Greco 82’ (aut.) Schroffenegger |

| Arbitro: | Roberto Mattei (Città di Castello) |

|                                       |           |                        |
| Bruno 9’ Guagni 31’ Linari 34’ (rig.) | Marcatori | 45’ Cavallini 62’ Faes |

| Arbitro: | Michela Grotto (Schio) |

|           |           |                           |
| Warger 9’ | Marcatori | 18’ Fumagalli 43’ Tarenzi |

| Arbitro: | Giovanni Loprete (Catanzaro) |

|                                 |           |                                        |
| Minciullo 18’ Manzella 50’, 78’ | Marcatori | 45’, 84’ Rigatti 87’ Salvatori Rinaldi |

#### Girone di ritorno
| Arbitro: | Abou Elkhayr Driss (Conegliano) |

|                                   |           |                        |
| Rigatti 65’ Salvatori Rinaldi 93’ | Marcatori | 33’ Pasqui 66’ Tuttino |

| Arbitro: | Luca Candeo (Este) |

|            |           |  |
| Bortot 65’ | Marcatori |  |

| Arbitro: | Andrea Moraglia (Verona) |

|             |           |                                                                                         |
| Tonelli 25’ | Marcatori | 3’ (rig.) Parisi 15’, 67’ Mauro 57’, 73’ Sorvillo 60’ Bissoli 77’, 85’ Riboldi 79’ Donà |

| Arbitro: | Nicolò Sprezzola (Mestre) |

|                                                  |           |             |
| Girelli 8’ (rig.) Dayane 35’, 87’ Gabbiadini 83’ | Marcatori | 81’ De Luca |

| Arbitro: | Alessandro Rognoni (Arco-Riva) |

|                          |           |                        |
| Mumelter 21’ Tonelli 58’ | Marcatori | 54’ Rosucci 84’ Cerato |

| Arbitro: | Giorgio Natale Pretalli (Crema) |

|                               |           |  |
| Sabatino 1’, 61’ Ferrandi 15’ | Marcatori |  |

| Arbitro: | Sergio Posado (Schio) |

|                       |           |                                    |
| Salvatori Rinaldi 26’ | Marcatori | 67’, 72’ Berarducci 78’ De Angelis |

| Arbitro: | Andrea Papalini (Nuoro) |

|                                                  |           |  |
| Manieri 21’ Camporese 36’ Parejo 52’ Fuselli 75’ | Marcatori |  |

| Arbitro: | Alessandro Capovilla (Verona) |

|             |           |  |
| Rigatti 66’ | Marcatori |  |

| Arbitro: | Nicola Badoer (Castelfranco Veneto) |

|  |           |               |
|  | Marcatori | 56’ Cavallini |

| Arbitro: | Luca Detta (Mantova) |

|  |           |                                      |
|  | Marcatori | 29’ Crespi 41’ Del Gaudio 90’ Guagni |

| Arbitro: | Nicola Andreoli (Brescia) |

|                                        |           |                                                  |
| Mauri 5’ Ferrari 31’ (aut.) Perini 73’ | Marcatori | 16’, 58’ Tonelli 80’ Righi 93’ Salvatori Rinaldi |

| Arbitro: | Giampaolo Mantelli (Brescia) |

|                           |           |              |
| Cavallini 24’ De Luca 84’ | Marcatori | 34’ Manzella |

### Coppa Italia
| 3 ottobre 2010 3º turno                      | Atalanta             | 0 – 0 | Südtirol Vintl |  |
| \| \| \| \| \| \| Tiri di rigore 3 – 4 \| \| |                      |       |                |  |
|                                              |                      |       |                |  |
|                                              | Tiri di rigore 3 – 4 |       |                |  |

| Vandoies 2 novembre 2010, ore 19:30 (CEST) Ottavi di finale | Südtirol Vintl | 0 – 1       | Bardolino Verona | Stadio comunale |
| \| \| \| \| \| \| Marcatori \| 65’ Girelli \|               |                |             |                  |                 |
|                                                             |                |             |                  |                 |
|                                                             | Marcatori      | 65’ Girelli |                  |                 |

## Statistiche

### Statistiche di squadra
| Competizione | Punti | In casa | In casa | In casa | In casa | In casa | In casa | In trasferta | In trasferta | In trasferta | In trasferta | In trasferta | In trasferta | Totale | Totale | Totale | Totale | Totale | Totale | DR  |
| Competizione | Punti | G       | V       | N       | P       | Gf      | Gs      | G            | V            | N            | P            | Gf           | Gs           | G      | V      | N      | P      | Gf     | Gs     | DR  |
| ------------ | ----- | ------- | ------- | ------- | ------- | ------- | ------- | ------------ | ------------ | ------------ | ------------ | ------------ | ------------ | ------ | ------ | ------ | ------ | ------ | ------ | --- |
| Serie A      | 21    | 13      | 3       | 2       | 8       | 16      | 35      | 13           | 3            | 1            | 9            | 15           | 33           | 26     | 6      | 2      | 17     | 31     | 68     | -37 |
| Coppa Italia | -     | 1       | 0       | 0       | 1       | 0       | 1       | 1            | 1            | 0            | 0            | 4            | 3            | 2      | 1      | 0      | 1      | 4      | 4      | 0   |
| Totale       | -     | 14      | 3       | 2       | 9       | 16      | 36      | 14           | 4            | 1            | 9            | 19           | 36           | 28     | 7      | 2      | 18     | 35     | 72     | -37 |

### Statistiche delle giocatrici
| Giocatore            | Serie A  | Serie A | Serie A     | Serie A    | Coppa Italia | Coppa Italia | Coppa Italia | Coppa Italia | Totale   | Totale | Totale      | Totale     |
| Giocatore            | Presenze | Reti    | Ammonizioni | Espulsioni | Presenze     | Reti         | Ammonizioni  | Espulsioni   | Presenze | Reti   | Ammonizioni | Espulsioni |
| -------------------- | -------- | ------- | ----------- | ---------- | ------------ | ------------ | ------------ | ------------ | -------- | ------ | ----------- | ---------- |
| E. Barbacovi         | 1        | 0       | 0           | 0          | ?            | 0            | ?            | ?            | 1+       | 0      | 0+          | 0+         |
| S. Caser             | 1        | 0       | 0           | 0          | ?            | 0            | ?            | ?            | 1+       | 0      | 0+          | 0+         |
| V. Castagna          | 5        | 0       | 2           | 0          | ?            | 0            | ?            | ?            | 5+       | 0      | 2+          | 0+         |
| R. Cavallini         | 26       | 7       | 0           | 0          | ?            | 0            | ?            | ?            | 26+      | 7      | 0+          | 0+         |
| S. Dallagiacoma      | 26       | 2       | 0           | 0          | ?            | 0            | ?            | ?            | 26+      | 2      | 0+          | 0+         |
| D. De Luca           | 6        | 2       | 0           | 0          | ?            | 0            | ?            | ?            | 6+       | 2      | 0+          | 0+         |
| M. Faes              | 15       | 1       | 2           | 1          | ?            | 0            | ?            | ?            | 15+      | 1      | 2+          | 1+         |
| I. Ferrari           | 16       | 0       | 2           | 0          | ?            | 0            | ?            | ?            | 16+      | 0      | 2+          | 0+         |
| M. Hofer             | 4        | 0       | 0           | 0          | ?            | 0            | ?            | ?            | 4+       | 0      | 0+          | 0+         |
| F. Marmentini        | ?        | ?       | ?           | ?          | ?            | 0            | ?            | ?            | ?        | 0+     | ?           | ?          |
| M. Menegoni          | 10       | 0       | 1           | 0          | ?            | 0            | ?            | ?            | 10+      | 0      | 1+          | 0+         |
| K. Messner           | 1        | 0       | 0           | 0          | ?            | 0            | ?            | ?            | 1+       | 0      | 0+          | 0+         |
| E. Mittermaier       | 13       | 0       | 0           | 0          | ?            | 0            | ?            | ?            | 13+      | 0      | 0+          | 0+         |
| M. Mumelter          | 20       | 1       | 1           | 0          | ?            | 0            | ?            | ?            | 20+      | 1      | 1+          | 0+         |
| C. Pasqualini        | ?        | ?       | ?           | ?          | ?            | 0            | ?            | ?            | ?        | 0+     | ?           | ?          |
| G. Prugger           | 16       | 0       | 0           | 0          | ?            | 0            | ?            | ?            | 16+      | 0      | 0+          | 0+         |
| S. Rigatti           | 22       | 6       | 1           | 0          | ?            | 0            | ?            | ?            | 22+      | 6      | 1+          | 0+         |
| D. Righi             | 25       | 1       | 0           | 0          | ?            | 0            | ?            | ?            | 25+      | 1      | 0+          | 0+         |
| M. Romano            | 2        | 0       | 0           | 0          | ?            | 0            | ?            | ?            | 2+       | 0      | 0+          | 0+         |
| D. Salvatori Rinaldi | 20       | 5       | 1           | 0          | ?            | 0            | ?            | ?            | 20+      | 5      | 1+          | 0+         |
| K. Schroffenegger    | 25       | -65     | 0           | 1          | ?            | ?            | ?            | ?            | 25+      | -65+   | 0+          | 1+         |
| M. Steinhauser       | 14       | 0       | 1           | 0          | ?            | 0            | ?            | ?            | 14+      | 0      | 1+          | 0+         |
| A. Tonelli           | 25       | 5       | 1           | 0          | ?            | 0            | ?            | ?            | 25+      | 5      | 1+          | 0+         |
| K.K. Uberegger       | 13       | 0       | 1           | 0          | ?            | 0            | ?            | ?            | 13+      | 0      | 1+          | 0+         |
| S. Unteregelsbacker  | 18       | 0       | 0           | 0          | ?            | 0            | ?            | ?            | 18+      | 0      | 0+          | 0+         |
| C. Valzolgher        | 2        | -3      | 0           | 0          | ?            | ?            | ?            | ?            | 2+       | -3+    | 0+          | 0+         |
| R. Warger            | 25       | 1       | 2           | 0          | ?            | 0            | ?            | ?            | 25+      | 1      | 2+          | 0+         |